# 二見夕貴
二見 夕貴（ふたみ ゆうき、1989年4月20日 - ）は、日本のタレント・女優である。女性アイドルグループAKB48の派生ダンス＆ボーカルユニットDiVA（2014年8月13日からDIVAに改称）の元メンバーである。
神奈川県出身。

## 略歴
2011年
- 8月-12月 、DiVA追加メンバーオーディション[1]を経てDiVAに加入。
- 12月20日、『AKB48紅白対抗歌合戦』でDiVA追加メンバーとしてお披露目[2]、新曲「Lost the way」を初披露。初パフォーマンスの感想は、「楽しかったの一言です。お客さんが温かかったこともあり、ほどよい緊張感の中でやることができ、自分らしさを出せました。」。

2012年
- 3月21日、3rdシングル「Lost the way」を発売。それに伴い、DiVAの追加メンバーのオフィシャルブログがオープン。[3]
- 3月31日 - 4月1日、DiVA「Lost the way」個別握手会（パシフィコ横浜）で握手会初参加。[4]
- 4月2日、4月6日、5月15日、DiVA 3rdシングル「Lost the way」リリース記念 「DiVA Special Live & Talk」（Zepp Tokyo（4月2日、5月15日）、Zepp Osaka（4月6日）に出演。[5]

2013年
- 4月22日、Twitterを開設。
- 8月3日、ライブイベント「a-nation island Departure」（国立代々木競技場第一体育館）にDiVAとして出演。[6]
- 10月7日 - 12月21日、AKIBAカルチャーズ劇場にて、定期ライブ「DiVA - 6ock on」（vol.0～vol.17、FINAL）に出演。[7]

2014年
- 1月4日、Instagramを開設。
- 8月13日、『AKB48のオールナイトニッポン』にてDiVAの解散が発表される。[8]
- 11月30日、幕張メッセにて、DIVAプレミアムラストライブおよび個別握手会をもってDIVAは解散。「DIVAに入る前に経験してきたことをDIVAの活動で生かし、その中でもいろいろなことを学んで成長できて、DIVAは私にとって“サナギ”のような場所。6人でのライブも大切な時間でした。30日は、10人でマイクを持ったパフォーマンスを瞬きも忘れて見て聴いてほしいです。」[9]
- 12月31日、フレイヴ エンターテインメントから退所、フリーとして活動を開始する。

2015年
- 7月10日、リーディングライブ「UBUGOE ～Voice of comedy～ vol.5」（ユナイテッド・シネマ豊洲 No.10スクリーン）に出演。[10]

2016年
- 4月1日、「二見夕貴 Official blog」を開設。
- 7月10日、革命的コントライブ「konton cafe」（下北沢シアターミネル）に出演。

2017年
- 4月8日 - 9日、革命的コントライブ第二弾「Konton park」（下北沢シアターミネルヴァ）に出演。

2018年
- 7月28日 - 29日、革命的コントライブ第三弾「konton travel」（下北沢シアターミネルヴァ）に出演。
- 8月8日、TwitterにてZERO-ONE SONIC PRODUCTION所属を発表。

2019年
- 7月13日、「二見夕貴プロデュース アイドルメンバーオーディション」を開始。[11]
- 7月16日、ポコチャ（Pococha）ライブ配信開始。
- 11月1日、プロデュースするアイドルグループ名" 紗音都 (しゃねっと)”（初期メンバー：高橋りな、成田彩、宮凪華巳(11/7発表)）をTwitterにて発表。「文字通り、音が重なる都。特徴的な楽曲の音色たち、メンバーの音、ファンの方の声援が重なる素敵な空間になるという想いを込めた名前です。コンセプトはバルカン音楽をベースにスカ、レゲエ、カントリーなど様々な音楽を融合させ、自然に気持ちを解き放つ開放系アイドル。地中海をイメージさせる爽やかなアイドルユニット。わたし自身、既に音楽に魅了れています。」。
- 12月28日 - 29日、革命的コントライブ第四弾「konton weather」（下北沢シアターミネルヴァ）に出演。

2020年
- 6月16日にZERO-ONE SONIC PRODUCTIONを退所、フリーとなった事を発表。

2021年
- 3月22日、Pocochaにて「紗音都」のプロデュース終了を発表。

## 人物
- 愛称は、ゆうちゃん、ゆーき、ゆうきちゃん、ゆうきっき
- 名前「夕貴（ゆうき）」の読み方は「勇気（ゆうき）」と同じ。
- 好きなものは、歌、ダンス、芝居
- 趣味は、ピアノ、写真、お菓子作り、映画・音楽・舞台鑑賞、空、cafe、ファッション、旅行、ミニチュア
- 特技は、ダンス（幼少のダンス歴：小５～高１）、歌、ピアノの弾き語り
- 好きなアーティストの好きな曲は、「歌声はもちろん、アーティストさんの創り出す楽曲がすきなわけなので…どれもこれもすきすぎて挙げれません！」[12]
- 好きなスポーツは、水泳、ドッジボール、バスケットボール、バドミントン

## 出演

### 舞台
- 「サンドイッチの作り方」（2015年9月20日 - 22日、銀座みゆき館劇場）[13]
- 「Show sin モノ『ツイテル!!』」（2016年2月18日 - 21日、シアター風姿花伝）[14]
- 「盛夏の余韻」（2016年4月27日 - 5月1日、大塚　萬劇場） - カナ 役[15]

### CM
- たてみ株式会社「誕生たてみ先生 VOL.1 先生どうしたの？」（2018年5月 - ）[16]
- AGF「ブレンディ®︎」スティックアイスカフェオレ『ケンカ仲裁編』・関西テレビ（2019年10月 - ）[17]
- docomoのd払いのコンテンツ紹介映像（2019年10月 - ）[18]
- 株式会社IDOM「ガリバーオート　子供から目を離した隙に?!」（2019年12月 - ）